# Ланьцутский повет
Ланьцутский повет (пол. Powiat łańcucki) — повет (район) в Польше, входит как административная единица в Подкарпатское воеводство. Центр повета — город Ланьцут. Занимает площадь 451,95 км². Население — 80 079 человек (на 30 июня 2015 года).

## Административное деление
- города: Ланьцут
- городские гмины: Ланьцут
- сельские гмины: Гмина Бялобжеги, Гмина Чарна, Гмина Ланьцут, Гмина Маркова, Гмина Ракшава, Гмина Жолыня

## Демография
Население повета дано на 30 июня 2015 года.
| Перепись            | Всего  | Мужчины | Женщины |
| ------------------- | ------ | ------- | ------- |
| Всего               | 80 079 | 39 203  | 40 876  |
| Городское население | 17 909 | 8554    | 9355    |
| Сельское население  | 62 170 | 30 649  | 31 521  |